# Dub dvoubarevný
Dub dvoubarevný (Quercus bicolor) je opadavý strom dorůstající okolo 25 metrů. Pochází z východní Kanady a severovýchodních oblastí USA. Občas je v Česku pěstován jako okrasná dřevina nápadná leskle tmavozelenými listy s bělavou spodní stranou.

## Popis

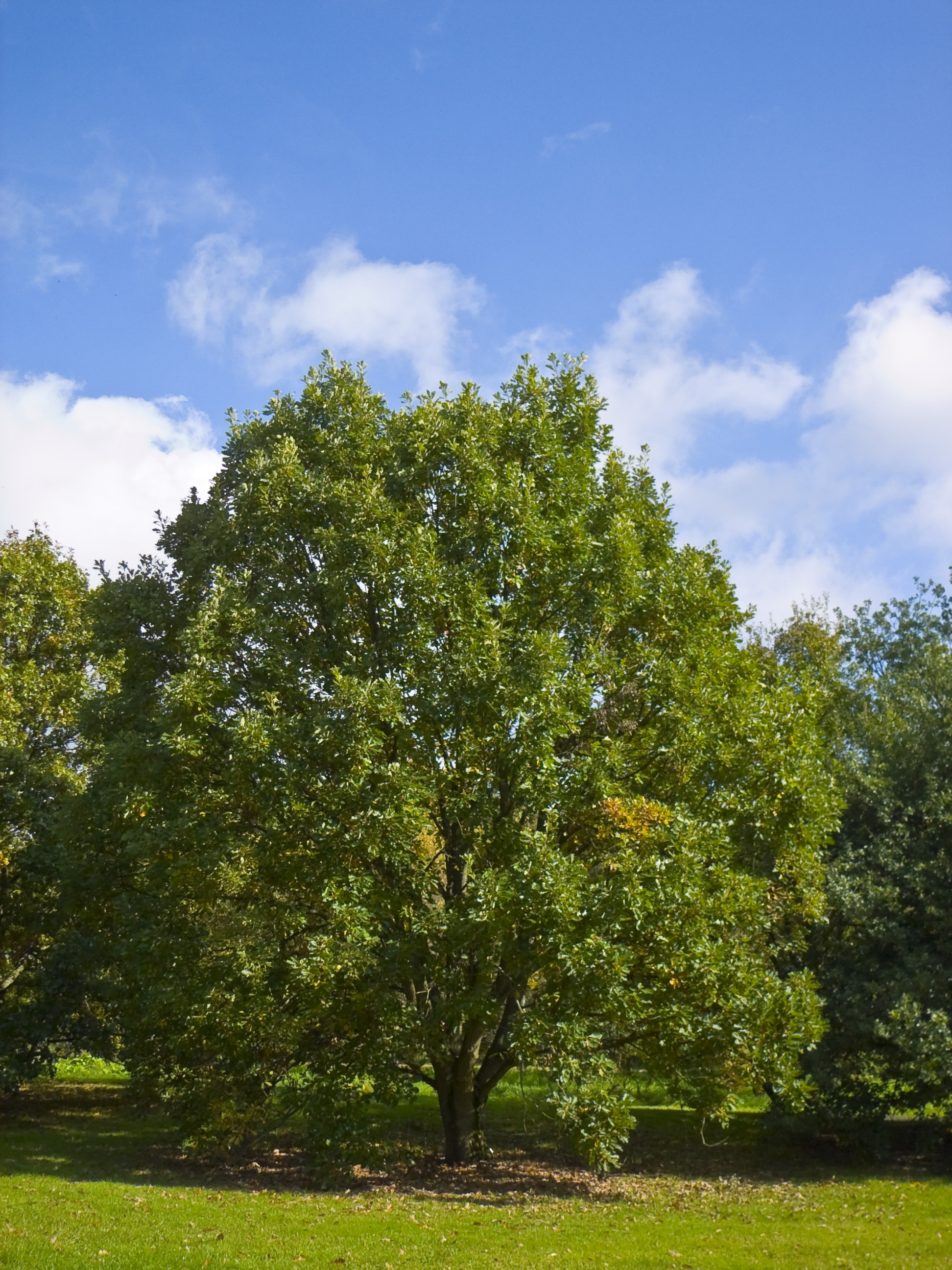
Dub dvoubarevný

Dub dvoubarevný je opadavý strom dorůstající výšky 20 až 25, ojediněle až 30 metrů. Borka je šedohnědá a odlupuje se v podélných plátcích. Koruna je široká a často nepravidelná. Letorosty jsou červenohnědé, v mládí slabě chlupaté, záhy olysávající. Zimní pupeny jsou světle až tmavě hnědé, kulovité až vejcovité, 2 až 3 mm dlouhé a lysé. Listy jsou obvejčité nebo úzce eliptické, na bázi klínovité, asi 10 až 18 cm dlouhé a 7 až 11 cm široké. Na každé straně čepele je 6 až 8 hrubých tupých zubů až nepravidelných laloků, které mohou být buď pravidelně rozložené nebo soustředěné pouze v horní polovině čepele. Listy jsou na líci tmavě zelené a lesklé, na rubu bělavě plstnaté až sametově šedozelené. Žilnatina je tvořena 5 až 7 páry postranních žilek. Řapík bývá 4 až 30 mm dlouhý. Na podzim se listy zbarvují do oranžových a červených odstínů. Plody jsou většinou po dvou, na 3 až 8 cm dlouhých stopkách. Žaludy jsou podlouhlé, světle hnědé, asi 12 až 30 mm dlouhé, z 1/4 až 1/3 uzavřené v miskovité číšce. Šupiny na bázi číšky jsou ztlustlé.

## Rozšíření
Dub dvoubarevný pochází z východní Kanady (provincie Ontario a Québec) a severovýchodních oblastí USA, kde roste v bažinatých a lužních lesích. Je to dlouhověký dub, vyhledávající vlhké půdy bez vápníku a rostoucí v nadmořských výškách 0 až 1000 metrů. V oblastech přirozeného výskytu se poměrně často kříží s dubem velkoplodým (Quercus macrocarpa). Kříženci se vyznačují zejména hlouběji laločnatými listy.

## Význam
Domorodí Irokézové používali dub dvoubarevný při léčení cholery a zlomenin a v magii. V Česku je občas pěstován jako okrasný strom nápadný zejména olistěním. Je udáván z Průhonického parku, Dendrologické zahrady v Průhonicích a z Arboreta Žampach, pěstován je také ve sbírkách Botanické zahrady a arboreta MU v Brně